# Đào Xuân Quí
Đào Xuân Quí (sinh năm 1958) là chính khách Việt Nam. Ông nguyên là Chủ tịch Ủy ban nhân dân tỉnh Kon Tum khóa X, nhiệm kỳ 2011–2016. Trong Đảng Cộng sản Việt Nam, ông nguyên là Phó Bí thư Tỉnh ủy Kon Tum khóa XV, nhiệm kỳ 2015–2020.

## Lý lịch và học vấn
Đào Xuân Quí sinh ngày 22 tháng 3 năm 1958, quê quán xã Hòa An, huyện Phú Hòa, tỉnh Phú Yên;
Trình độ:
- Học vấn: 12/12;[2]
- Chuyên môn: Thạc sĩ Kinh tế;[2]
- Chính trị: Cao cấp lý luận chính trị.[2]

## Sự nghiệp
Năm 1991, tỉnh Gia Lai - Kon Tum tách thành tỉnh Gia Lai và Kon Tum thì ông Đào Xuân Quí đang là cán bộ của Sở Tài chính. Sau đó, ông được bổ nhiệm làm Bí thư Huyện ủy Kon Plong, Bí thư Huyện ủy Kon Rẫy.
Sau đó Đào Xuân Quí đã trải qua các chức vụ Phó Chủ tịch Ủy ban nhân dân tỉnh Kon Tum, Trưởng ban Dân vận, Phó Bí thư Tỉnh ủy Kon Tum.
Ngày 23/4/2015, Hội đồng nhân dân tỉnh Kon Tum khóa X nhiệm kỳ 2011-2016 đã tổ chức Kỳ họp bất thường bầu Đào Xuân Quí, Phó Bí thư Tỉnh ủy Kon Tum giữ chức vụ Chủ tịch Ủy ban nhân dân tỉnh Kon Tum nhiệm kỳ 2011- 2016.
Ngày 3/10/2015, Đại hội Đảng bộ tỉnh Kon Tum lần thứ XV, nhiệm kỳ 2015-2020 đã bầu Đào Xuân Quí, Phó Bí thư Tỉnh ủy khóa XIV tái đắc cử chức vụ Phó Bí thư Tỉnh ủy khóa XV.
Ngày 10/6/2016, trước khi kỳ bầu cử hội đồng nhân dân tỉnh Kon Tum khóa mới 2016-2021 diễn ra, ông Đào Xuân Quí, 58 tuổi, Chủ tịch Ủy ban nhân dân tỉnh Kon Tum bất ngờ viết đơn xin từ nhiệm chức vụ Chủ tịch Ủy ban nhân dân tỉnh Kon Tum với lí do đã quá tuổi để đảm nhiệm chức vụ trong nhiệm kì tiếp theo và "muốn có thời gian thăm lại người thân, bạn bè khi còn khỏe".
Sáng ngày 15/7/2016, tại Hội nghị lần thứ Tư, Ban Chấp hành Đảng bộ tỉnh khóa XV, nhiệm kỳ 2015 – 2020, theo quyết định 240-QĐNS/TW, ngày 08/6/2016 của Ban Chấp hành Trung ương Đảng, ông Đào Xuân Quí thôi tham gia Ban Chấp hành, Ban Thường vụ và thôi giữ chức Phó Bí thư Tỉnh ủy Kon Tum nhiệm kỳ 2015 – 2020, nghỉ công tác để chờ làm thủ tục nghỉ hưu theo quy định.